# John Cottingham
Pour l’article homonyme, voir Cottingham.
John Cottingham, né en 1943, est un philosophe britannique contemporain. 

## Biographie
John Cottingham étudie à la Merchant Taylors’ School près de Londres, et au St John's College de l'université d'Oxford. Il est un professeur émérite de philosophie à l'université de Reading, « Professorial Research Fellow » au Heythrop College de l'université de Londres, « Honorary Fellow » du St John's College de l'université d'Oxford et éditeur de la revue Ratio, journal international de philosophie analytique. 
Le cœur de ses recherches porte sur la philosophie prémoderne (René Descartes est le sujet de son doctorat en philosophie (D. Phil.) à Oxford), la philosophie de la religion et la philosophie morale,. 
Cottingham a œuvré comme président de la Aristotelian Society, de la British Society for the Philosophy of Religion, de la Mind Association et comme chairman de la British Society for the History of Philosophy. Un Festschrift avec des réponses de Cottingam, The Moral Life, a été publié par Palgrave en 2008.

## Œuvres
- (en) Descartes, Blackwell, 1986
- (en) The Rationalists, Oxford University Press, 1988
- (en) Descartes’s Philosophy of Mind, Orion, 1997
- (en) Philosophy and the good life: reason and the passions in Greek, Cartesian and psychoanalytic ethics, Cambridge University Press, 1998
- (fr) Descartes, Seuil, coll. « Points. Les grands philosophes », 2000
- (en) On the Meaning of Life, Routledge, 2003
- (en) The Spiritual Dimension, Cambridge University Press, 2005
- (en) Western Philosophy, Blackwell, 2007
- (en) Cartesian Reflections, Oxford University Press, 2008
- (en) Why Believe? Continuum, 2009